# Wim Udenhout
Wim Udenhout, né le 29 septembre 1937 en Coronie et mort le 22 mai 2023 à Paramaribo (Suriname), est un homme d'État surinamais, Premier ministre de 1984 à 1986.